# Cheshire East
Cheshire East – dystrykt o statusie unitary authority w hrabstwie ceremonialnym Cheshire w Anglii.

## Miasta
- Alsager
- Bollington
- Congleton
- Crewe
- Knutsford
- Macclesfield
- Middlewich
- Nantwich
- Sandbach
- Wilmslow

## Inne miejscowości
Acton, Adlington, Agden, Alderley Edge, Alpraham, Arclid, Arclid Green, Arley Green, Arley, Arthill, Ashley, Aston by Budworth, Aston by Wrenbury, Aston juxta Mondrum, Audlem, Austerson, Baddiley, Baddington, Balterley Heath, Barnett Brook, Barrets Green, Barthomley, Basford, Batherton, Betchton, Bexton, Bickerton, Blakenhall, Bosley, Bradwall, Brereton, Bridgemere, Brindley, Broomedge, Broomhall Green, Buerton, Bulkeley, Bunbury, Burland, Calveley, Checkley cum Wrinehill, Chelford, Cholmondeley, Cholmondeston, Chorley (k. Macclesfield), Chorley (k. Nantwich), Chorlton, Church Lawton, Church Minshull, Coole Pilate, Cranage, Crewe Green, Dean Green, Disley, Dodcott cum Wilkesley, Doddington, Eaton, Edleston, Egerton, Elworth, Englesea-Brook, Faddiley, Gatley Green, Gawsworth, Goostrey, Great Warford, Handforth, Hankelow, Haslington, Hassall, Hassall Green, Hatherton, Haughton, Henbury, Henhull, High Legh, Higher Hurdsfield, Holmes Chapel, Hough, Hulme Walfield, Hunsterson, Hurleston, Kettleshulme, Lea, Leighton, Little Bollington, Little Warford, Lower Withington, Marbury, Marthall, Marton, Mere, Millington, Minshull Vernon, Mobberley, Moreton cum Alcumlow, Moston, Mottram St Andrew, Mow Cop, Nether Alderley, Newbold Astbury, Newhall, Norbury, North Rode, Oakgrove, Oakhanger, Ollerton, Peckforton, Pickmere, Plumley, Poole, Pott Shrigley, Poynton, Prestbury, Rainow, Ravensmoor, Rode Heath, Rope, Rostherne, Shavington cum Gresty, Siddington, Smallwood, Smethwick Green, Somerford Booths, Soss Moss, Sound, Spurstow, Stapeley, Stoke, Styal, Sutton Lane Ends, Swanley, Swettenham, Toft, Twemlow, Walgherton, Wardle, Warmingham, Weston, Wettenhall, Wheelock, Willaston, Wincle, Winterley and Wheelock Heath, Wirswall, Wistaston, Woolstanwood, Worleston, Wrenbury, Wybunbury.